# Dakota Goyo
Dakota Avery Goyo (Toronto, 22 agosto 1999) è un attore canadese, attivo come attore bambino tra il 2006 e il 2014 e vincitore di un Young Artist Award per il film Real Steel.

## Biografia
Nato a Toronto, in Ontario Canada, è figlio di Debra, una ex modella e cantante, e David Goyo. Ha due fratelli, Devon e Dallas.
Appare, ancora infante, in uno spot pubblicitario per poi fare diverse partecipazioni televisive o in voci di serie animate. Le sue partecipazioni televisive non sono note in Italia, a differenza degli Stati Uniti, dove ha recitato in spettacoli importanti come il JoJo's Circus di Disney nel 2003, Ultra nel 2006, Super Why nel 2007, The Murdoch Mysteries nel 2008, The Listener nel 2008, My Neighbors Secret nel 2009, Happy Town nel 2009 e doppiando il personaggio di Timmy Tibble nella serie Arthur nel 2009.
Come attore cinematografico appare nel ruolo di Teddy, nel film del 2007 La rivincita del campione, dove recita al fianco di Josh Hartnett che veste i panni di suo padre, e, nello stesso anno, come nipote del personaggio interpretato da Susan Sarandon nel film Emotional Arithmetic. Inizia ad essere maggiormente apprezzato quando ottiene il ruolo di protagonista nell'episodio pilota del serial Solving Charlie dove interpreta un ragazzo orfano con un quoziente d'intelligenza di 190 che aiuta il fratello detective a risolvere i crimini. Infine recita in pellicole famose in tutto il mondo come Thor dove interpreta il protagonista da giovane accanto a Anthony Hopkins, ma il successo lo raggiunge accanto a Hugh Jackman nel film Real Steel sempre del 2011. Nel 2012 è stato doppiatore nel film d'animazione della DreamWorks, Le 5 leggende, accanto ad attori come Jude Law, Chris Pine, Hugh Jackman, Isla Fisher e Alec Baldwin.

## Filmografia

### Cinema
- La rivincita del campione (Resurrecting the Champ), regia di Rod Lurie (2007)
- Emotional Arithmetic, regia di Paolo Barzman (2007)
- Defendor, regia di Peter Stebbings (2009)
- Thor, regia di Kenneth Branagh (2011)
- Real Steel, regia di Shawn Levy (2011)
- Dark Skies - Oscure presenze (Dark Skies), regia di Scott Stewart (2013)
- Noah, regia di Darren Aronofsky (2014)
- Il mio amico Nanuk (Midnight Sun), regia di Roger Spottiswoode (2014)

### Televisione
- Ultra - film TV (2006)
- JoJo's Circus - serie TV, 1 episodio (2005)
- Super Why! - serie TV, 1 episodio (2008)
- Solving Charlie (2009) - film TV
- My Neighbor's Secret, regia di Leslie Hope (2009) - film TV
- The Listener - serie TV, 1 episodio (2009)
- I misteri di Murdoch (Murdoch Mysteries) - serie TV, episodi 2x08-2x09-2x12 (2009)
- Happy Town - serie TV, 1 episodio (2010)
- R.L. Stine's The Haunting Hour - serie TV, 1 episodio (2011)

### Doppiatore
- Arthur - serie TV, 4 episodi (2010)
- Le 5 leggende (Rise of the Guardians), regia di Peter Ramsey (2012)

## Riconoscimenti
| Premi              | Anno | Categoria                                                           | Risultato       | Film                      |
| ------------------ | ---- | ------------------------------------------------------------------- | --------------- | ------------------------- |
| Young Artist Award | 2008 | Best Performance in a Feature Film – Young Actor Age Ten or Younger | Candidato/a     | La rivincita del campione |
| Young Artist Award | 2012 | Best Leading Young Actor in a Feature Film                          | Vincitore/trice | Real Steel                |
| Saturn Awards      | 2012 | Best Performance by a Younger Actor                                 | Candidato/a     | Real Steel                |

## Doppiatori italiani
Nelle versioni in italiano delle opere in cui ha recitato, Dakota Goyo è stato doppiato da:
- Leonardo Caneva in Thor, Dark Skies - Oscure presenze
- Lorenzo Crisci in Real Steel, Il mio amico Nanuk

Da doppiatore è sostituito da:
- Luca Baldini in Le 5 leggende